# The Saga Continues... (album Puffa Daddy’ego)
The Saga Continues... – drugi album studyjny P. Diddy’ego & The Bad Boy Family wydany 21 czerwca 2001 roku nakładem Bad Boy Records.
Na płycie można usłyszeć m.in. takich artystów jak: G-Dep, Missy Elliott, Black Rob, Loon, Usher, Mark Curry, Mario Winans, Faith Evans, The Neptunes i innych. 
Szczególnie interesująca jest piosenka „I Need a Girl Pt.1” Feat. Usher i Loon (wersja znajdująca się na płycie jest trochę zmieniona, zamiast Ushera słychać Mario Winansa oraz lekko zmieniony podkład), w której Sean zwraca się i opowiada o Jennifer Lopez (jego ex). Śpiewa o tym, że bardzo ją kocha, zawsze będzie za nią tęsknił i równocześnie prosi ją o powrót. Do tego kawałka powstał również klip wyreżyserowany przez Diddy’ego. Pokazuje on w nim swoją romantyczną stronę i prosi Lopez o wybaczenie za wszystkie popełnione przez niego błędy. 

## Lista utworów
1. The Saga Continues (featuring G-Dep, Loon & Black Rob)
2. Bad Boy For Life (featuring Black Rob & Mark Curry)
3. Toe Game (Interlude)
4. That's Crazy (featuring G-Dep & Black Rob)
5. Let's Get It (featuring G-Dep & Black Rob)
6. Shiny Suit Man (Interlude)
7. Diddy (featuring Pharrell)
8. Blast Off (featuring G-Dep, Mark Curry & Loon)
9. Airport (Interlude)
10. Roll With Me (featuring 8Ball & MJG & Faith Evans)
11. On Top (featuring Loon & Marsha)
12. Where's Sean? (featuring Loon, Mark Curry, Black Rob, Kain, Big Azz Ko & Bristal)
13. Child Of The Ghetto (featuring G-Dep)
14. Incomplete (Interlude)
15. So Complete (featuring Cheri Dennis)
16. Smoke (Interlude)
17. Lonely (featuring Mark Curry, Kain & Kokane)
18. I Need A Girl (To Bella) (featuring Loon, Lo & Jack, Mario Winans)
19. Nothing's Gonna Stop Me Now (Interlude) (featuring Faith Evans & Mario Winans)
20. If You Want This Money (featuring G-Dep & The Hoodfellaz)
21. I Don't Like That (Interlude)
22. Back For Good Now (featuring Black Rob, Loon & Cheri Dennis)
23. Can't Believe (featuring Faith Evans & Carl Thomas)
24. The Last Song (featuring Loon, Mark Curry & Big Azz Ko)
25. Thank You